# 11583 Breuer
A 11583 Breuer (ideiglenes jelöléssel 1994 PZ28) a Naprendszer kisbolygóövében található aszteroida. Eric Walter Elst fedezte fel 1994. augusztus 12-én.